# Alexander King (wetenschapper)
Alexander King (Glasgow, 26 januari 1909 - Londen, 28 februari 2007) was een Brits fysisch chemicus en pionier op het gebied van duurzame energie. Samen met de Italiaanse industrieel Aurelio Peccei richtte hij in 1968 de Club van Rome op.

## Levensloop
King slaagde voor scheikunde aan het Royal College of Science van de Universiteit van Londen. Daarna deed hij tussen oktober 1929 en 1931 met behulp van een studiebeurs post-doctoraal onderzoek aan de Ludwig Maximilians-Universiteit in München en behaalde hij zijn diploma op het Imperial College London. Tussen 1932 en 1941 werkte hij eerst als demonstrator en later als wetenschappelijk medewerker fysische chemie aan hetzelfde college.
In deze tijd leidde hij een wetenschappelijke expeditie naar het vulkanische eiland Jan Mayen in de Noordelijke IJszee en schreef hij verschillende boeken.
Tijdens de Tweede Wereldoorlog werkte King voor het Britse ministerie van productie. In deze tijd leerde hij uit een onderschepte brief het insecticide dichloordifenyltrichloorethaan kennen, dat hij afkortte tot het later gangbaardere DDT. Nadat de Verenigde Staten betrokken werden bij de oorlog, vertrok hij naar Washington D.C. waar hij leider werd van het Britse wetenschappelijke gezantschap en attaché voor de Britse ambassade werd. Hier was hij adviseur voor wetenschappelijke toepassingen op een breed terrein, variërend van penicilline tot de kernbom.
Na de oorlog bekleedde hij wetenschappelijke staffuncties. Tussen 1950 en 1956 was hij als leidend wetenschapper verbonden aan het Britse Department of Scientific and Industrial Research en in 1956 leidde hij het European Productivity Agency in Parijs. In deze jaren was hij ook voorzitter van de Internationale Federatie van Documentatie in Den Haag.
In 1958 werd hij directeur voor wetenschappelijk en technisch personeel bij de Organisatie voor Economische Samenwerking en Ontwikkeling (OESO) in Parijs. In 1961 werd hij directeur voor wetenschappelijke zaken en onderwijs, en van 1966 tot zijn pensioen in 1974 was hij voor de OESO algemeen directeur wetenschappen.
Na zijn pensioen werd hij tot 1984 benoemd tot voorzitter van de Internationale Federatie van Instituten van Voortgezet Onderzoek (IFIAS) in Stockholm en  de Stichting voor Internationale Training voor Derde Wereldlanden (FIT) in Toronto.
In 1968 richtte hij met de Italiaanse industrieel Aurelio Peccei de Club van Rome op. Zijn betrokkenheid bij de Club van Rome nam toe vanaf de publicatie van het rapport De grenzen aan de groei in 1972. Na Pecceis dood in 1984 werd King gekozen tot voorzitter.
In 1979 was hij een van de organisatoren van de conferentie voor Wetenschap en Technologie voor Ontwikkeling in Singapore en vanaf 1981 was hij voorzitter van de adviesraad voor Global Programmes van het VN-Ontwikkelingsprogramma (UNDP) in New York.
Hij was gasthoogleraar aan de Brandeis-universiteit, de universiteit van Massachusetts en de universiteit van Montréal.

## Erkenning
De expeditie naar het eiland Jan Mayen leverde hem de Gill Memorial Prize op van de Royal Geographical Society.
In 1948 werd King benoemd tot commandeur in de Orde van het Britse Rijk; in dat jaar werd hem ook de Medal of Freedom met zilveren palmen toegekend door de Amerikaanse regering. In 1975 in de Orde van Sint-Michaël en Sint-George.
In 1987 werd hij onderscheiden met de Erasmusprijs. Hem werden eredoctoraten toegekend door de Nationale Universiteit van Ierland, de universiteit van Guelph in Ontario, de universiteit van Strathclyde in Glasgow en de Open Universiteit.

## Autobiografie
- 2006: Let the Cat Turn Round: One Man's Traverse of the Twentieth Century, ISBN 978-0955440205

- Biblioteca Nacional de España: XX834261
- Bibliothèque nationale de France: cb14903545b (data)
- Gemeinsame Normdatei: 170235424
- International Standard Name Identifier: 0000 0001 1469 067X
- Library of Congress Control Number: n79138820
- Nationale Bibliotheek van Letland: 000295227
- Nationale Bibliotheek van Tsjechië: jo2012692453
- Nationale Bibliotheek van Israël: 987007277023005171
- Nederlandse Thesaurus van Auteursnamen: 067501184
- Istituto Centrale per il Catalogo Unico: RAVV000586
- LIBRIS: 193524
- Système universitaire de documentation: 026949741
- Virtual International Authority File: 22143958
- WorldCat: E39PBJgmJ97XjF3HxXxHHK3RKd